# Комсомольский район (Тольятти)
Комсомо́льский райо́н(также известен как «Комса») — один из трёх районов города Тольятти.

## География
Расположен на востоке города непосредственно на берегу Волги. Из всех районов города является нижним по течению реки.
На западе граничит с Центральным районом города, на востоке окружён Ставропольским районом Самарской области, где район выходит на федеральную автодорогу М5 и плотину Жигулёвской ГЭС.

## История и административное устройство
Район сформировался из отдельных посёлков, созданных для проживания строителей Куйбышевской ГЭС: поселков Комсомольского, Шлюзового, Жигулёвского моря. Ранее на месте нынешнего центра района находилась деревня Кунеевка.
Поселок возник в 50-е годы XX века на месте деревни Кунеевки в связи со строительством Куйбышевской ГЭС как совершенно новый градостроительный объект, первоначально — временный. 31 мая 1950 года рядом с Кунеевкой выделили землю под строительство нового рабочего поселения. Осенью 1950 года в Комсомольске поставили первые щитовые дома.
24 февраля 1951 года издан приказ начальника КГС Комзина № 129 о переименовании посёлка Кунеевка в поселок Комсомольский.
До 1951 года посёлок рассматривался как временный. В 1951 году, в связи с переносом строительства порта из Портпосёлка, проектирование посёлка передали «Ленгипрогору». В 1952 году проект застройки был готов. Он учитывал наличие уже возведённых «Куйбышевгидростроем» зданий в юго-западных кварталах. Главным инженером проекта стал И. Г. Ромм, главным архитектором — А. М. Суборов. В январе-апреле 1952 года проект застройки Комсомольска был утвержден на всех уровнях.
25 апреля 1959 года решением облисполкома № 318 в черту города Ставрополя вошли населённые пункты: рабочий посёлок Комсомольский, посёлки Жигулёвское море, ВСО 1, 4, 5.
Комсомольский район образован в 1972 году по Указу Президиума ВС РСФСР от 31.03.1972. С 1992 года деятельностью района руководит назначаемый мэром глава администрации района. В 2012 году в районе построена по проекту берегоукрепления набережная Комсомольского района.
В состав Комсомольского района долгое время входили:
- посёлок городского типа Поволжский
- посёлок городского типа Фёдоровка
- село Новоматюшкино

Однако весной 2009 года эти населенные пункты были упразднены и вошли в состав района в качестве микрорайонов. Также можно выделить исторические районы города, ныне микрорайоны: посёлки Шлюзовой, Нагорный, Жигулёвское море.

## Население
| Год  | Численность | Численность |
| ---- | ----------- | ----------- |
| 1979 | 66 450      | [ 1 ]       |
| 1989 | 98 046      | [ 2 ]       |
| 2002 | 113 295     | [ 3 ]       |
| 2007 | 110 405     |             |
| 2010 | 119 956     | [ 4 ]       |
| 2012 | 119 015     | [ 5 ]       |
| 2013 | 118 669     | [ 6 ]       |
| 2014 | 118 300     | [ 7 ]       |
| 2015 | 118 250     | [ 8 ]       |
| 2016 | 117 678     | [ 9 ]       |
| 2017 | 117 112     | [ 10 ]      |
| 2018 | 116 112     | [ 11 ]      |
| 2019 | 115 336     | [ 12 ]      |
| 2020 | 114 396     | [ 13 ]      |
| 2021 | 111 227     | [ 14 ]      |
| 2024 | 108 585     |             |

### Национальный состав
Данные Всероссийской переписи населения 2010 года:
- Численность населения — 119 тыс. 956 чел.
- Указавшие национальность — 116 тыс. 844 чел.
- 1) Русские — 104 тыс. 644 чел. (87.24 % от всего населения Комсомольского района, или 89,56 % от указавших национальную принадлежность)
- 2) Татары — 3 тыс. 118 чел. (2.6 %)
- 3) Украинцы — 1 тыс. 966 чел. (1.64 %)
- 4) Мордва — 1 тыс. 897 чел. (1.58 %)
- 5) Чуваши — 1 тыс. 683 чел. (1.4 %)
- 6) Армяне — 660 чел. (0.55 %)
- 7) Белорусы — 540 чел. (0.45 %)
- 8) Азербайджанцы — 405 чел. (0.34 %)
- 9) Узбеки — 305 чел. (0.25 %)
- 10) Немцы — 245 чел. (0.2 %)

## Промышленность
Крупные предприятия района находятся на значительном удалении от жилых кварталов: «АвтоВАЗагрегат» и «ТольяттиАзот».
Непосредственно в районе находится кабельное телевидение ЛИК, предприятия «Вазинтерсервис», речной порт Тольятти, МП ТПАТП-3, пекарня сети супермаркетов «Миндаль» и бывший "Всесоюзный научно-исследовательский институт нерудных строительных материалов и гидромеханизации «ВНИИнеруд» — на территории которого расположены различные предприятия и организации. до 2011 года в районе действовал ЗАО Мясокомбинат «Комсомольский».
На территории микрорайона Шлюзовой расквартирована войсковая часть № 6622 «Росгвардии», расположены Тольяттинский судоремонтный завод, Тольяттинский механический завод, заводы железобетонных изделий «Опытный завод СМиК» и Левобережный ЛЗЖБИ, мукомольный комбинат ЖИТО, предприятие ВАЗИНТЕРСЕРВИС, ж/д станция Жигулёвское море.